# 25139 Roatsch
25139 Roatsch este un asteroid din centura principală de asteroizi.

## Descriere
25139 Roatsch este un asteroid din centura principală de asteroizi. A fost descoperit pe 22 septembrie 1998 la Stația Anderson Mesa în cadrul programului LONEOS. Asteroidul prezintă o orbită caracterizată de o semiaxă mare de 2,78 ua, o excentricitate de 0,08 și o înclinație de 5,5° în raport cu ecliptica.